# Serhij Staren'kyj
Serhij Mykolajovyč Staren'kyj (in ucraino Сергій Миколайович Старенький?; Novi Petrivci, 20 settembre 1984) è un calciatore ucraino, centrocampista del Dinaz Vyšhorod.

## Palmarès

### Club

#### Competizioni nazionali
- Perša Liha: 1

Oleksandrija: 2014-2015